# Gibbs Humdinga
Gibbs Humdinga – koncepcyjna amfibia wysokiej prędkości wyprodukowana przez Gibbs Technologies. Po raz pierwszy została publicznie pokazana 12 lutego 2012 roku. Jej silnik V8 o mocy 300 KM przenosi napęd na wszystkie koła. Została stworzona na teren bagnisty, lecz można jej używać nawet na autostradach. Potrafi zabrać w teren do 15 ludzi, a na normalne drogi 5 ludzi z bagażem. Używa tej samej technologii co Aquada, czyli High Speed Amphibian (HSA). Jest sprzedawana wyłącznie na zamówienie. Za dotknięciem guzika Humdinga zmienia tryb z lądowego na wodny przenosząc napęd na śruby i chowając koła. Na wodzie osiąga prędkość 48 a na lądzie 160 km/h. Pierwszy egzemplarz został wyprodukowany dla projektanta i twórcy firmy - Alana Gibbsa.